# Hillevi Rombin
Hillevi Rombin (sinh ngày 14 tháng 9 năm 1933 - mất ngày 19 tháng 6 năm 1996) là một nữ hoàng sắc đẹp từng đoạt hai danh hiệu Hoa hậu Thụy Điển và Hoa hậu Hoàn vũ.
Hillevi sinh ra và lớn lên tại thành phố Uppsala cổ kính của Thụy Điển. Bà từng là nhà vô địch môn thể dục mười môn phối hợp của Thụy Điển trước khi tham gia các cuộc thi sắc đẹp. Năm 1955, bà đăng quang danh hiệu Hoa hậu Thụy Điển rồi sau đó trở thành người phụ nữ Thụy Điển đầu tiên đăng quang danh hiệu Hoa hậu Hoàn vũ.
Trong nhiệm kỳ của mình, Hillevi Rombin chuyển đến sống tại Mỹ để theo đuổi sự nghiệp diễn xuất. Năm 1957, bà cưới Gerard David Schine và có với ông 6 người con.
Năm 1996, Hillevi, chồng và một con trai của bà tử nạn trong một vụ tai nạn hàng không. Khi mất, bà mới 62 tuổi và là Hoa hậu Hoàn vũ đầu tiên qua đời.